# Fabriciana numerica
Fabriciana numerica är en fjärilsart som beskrevs av Matsumura 1929. Fabriciana numerica ingår i släktet Fabriciana och familjen praktfjärilar. Inga underarter finns listade i Catalogue of Life.